# Rotunda svatého Jiří (Skalica)
Rotunda svatého Jiří (slovensky Rotunda svätého Juraja) v Skalici je stavba postavená v raně románském stylu zřejmě již v 11. století. Později byla přestavěna v gotickém a barokním stylu. Rotunda je symbolem Skalice.
Je to nejstarší historicko-architektonická památka ve městě. Vybudována byla jako kostelík na hradišti. Rotunda plnila funkci vlastnického kostelíka s malou plochou na pohřbívání. Je to centrální kruhová stavba, rozšířená o podkovovitou apsidu, má barokní kupoli s lucernou, její apsida s konchou zůstaly v původní románské podobě. Na vnější straně apsidy jsou stopy po dvou románských oknech. Zdivo se skládá z menších pískovcových kvádrů.